# Ricardo Cid Cañaveral
Ricardo Cid Cañaveral (Madrid, España, 15 de julio de 1945 – ídem, 5 de febrero de 1987) fue un escritor y periodista español. Columnista y redactor en publicaciones como El País, Interviu, Triunfo o La Calle, y director adjunto de Onda Madrid.

## Biografía
Nacido en Madrid, en 1945, era hijo de un periodista especializado en prensa económica. Publicó sus primeros artículos a los once años en Gran Mundo, una revista de sus padres. En 1959 consigue sus primeros sueldos haciendo entrevistas sobre alumnos de enseñanza media, en el semanario Fans del Ministerio de Trabajo; y con 18 años escribía editoriales en la prensa del Movimiento, colaboraciones que abandona para pasarse a la publicidad. Durante un lustro aproximadamente, estuvo haciendo anuncios en "Alas", una multinacional inglesa, y en Elena, en donde era directivo creativo. Dejó la publicidad para iniciarse en la prensa beligerante y crítica: Doblón, donde investiga y airea el escándalo de Sofico, empresa en la que había trabajado como relaciones públicas. Mayor continuidad tuvieron sus intervenciones en revistas satíricas como Hermano Lobo y Realidades (clausuradas el mismo día), y luego en Interviu, y en La Calle, con reportajes y crónicas parlamentarias. Ya de forma póstuma se publicarían algunos de sus “reporsayos” (género de creación personal a caballo entre el reportaje y el ensayo).
Su trayectoria en radio, se desempeñó en Radio España, la Ser y, ya como directivo, en Onda Madrid.

## Obra
Prematuramente fallecido el 6 de febrero de 1987, a los 44 años de edad, dejó no obstante algunos “best sellers” sobre diversos aspectos del los últimos años de la Dictadura de Francisco Franco, la Transición y el inicio de la etapa democrática.

### Ensayo
- El Bordillo Editorial Anagrama. Madrid, 1985. isbn 978-84-339-2512-1.[5]
- La caída de Suárez (obra colectiva). Editorial Emiliano Escolar. Madrid, 1981. isbn 84-7393-114-9
- Las elecciones a lo claro. Editorial Popular. Madrid, 1977.
- La energía nuclear en España (obra colectiva). Madrid, 1980.
- M-30 Editorial Anagrama. Madrid, 1984. isbn 84-339-1709-9
- Todos al suelo: la conspiración y el golpe (obra colectiva). Editorial Punto Crítico. Madrid, 1981. isba 84-85912-00-4